# Karakoram
Karakoram hay Khách Lạt Côn Lôn (喀喇崑崙) là một dãy núi lớn bao trùm biên giới giữa Pakistan, Ấn Độ và Trung Quốc, nằm ở khu vực Gilgit-Baltistan (Pakistan), Ladakh (Ấn Độ), và khu vực Tân Cương, (Trung Quốc). Nó là một trong những dãy núi lớn của châu Á, thuộc một phần của Himalaya lớn hơn trong khi trên thực tế nó nằm về phía bắc của dãy Himalaya.
Karakoram là nơi tập trung cao nhất của các đỉnh núi cao hơn năm dặm Anh, bao gồm K2, đỉnh cao thứ hai trên thế giới (8.611 mét). K2 chỉ cao kém đỉnh Everest 237 m (Everest có chiều cao 8.848 m).
Dãy núi này dài khoảng 500 km (311 dặm) chiều dài, và là khu vực đóng băng dày đặc nhất của thế giới bên ngoài các vùng cực. Sông băng Siachen với chiều dài 70 km và sông Biafo dài 63 km là các sông băng dài thứ hai và thứ ba trong các sông băng bên ngoài các vùng cực.

## Các đỉnh núi chính
Các đỉnh núi cao của dãy Karakoram gồm có:
- K2 (8.611 m)
- Gasherbrum I (8.068 m)
- Đỉnh Broad (Phalchen Kangri) (8.047 m)
- Gasherbrum II (8.035 m)
- Gasherbrum III (7.952 m)
- Gasherbrum IV (7.925 m)
- Distaghil Sar (7.885 m)
- Kunyang Chhish (7.852 m)
- Masherbrum I (7.821 m)
- Batura I (7.795 m)
- Rakaposhi (7.788 m)
- Batura II (7.762 m)
- Kanjut Sar (7.760 m)
- Saltoro Kangri (7.742 m)
- Batura III (7.729 m)
- Saser Kangri (7.672 m)
- Chogolisa (7.665m)
- Haramosh Peak (7.397 m)
- Baintha Brakk (7.285 m)
- Muztagh Tower (7.273 m)